# Le Chant des pistes
Le Chant des pistes (titre original : The Songlines) est un récit de voyage et un essai anthropologique de Bruce Chatwin, paru en 1987. L'auteur y évoque un voyage en Australie qu'il a entrepris dans le but d'effectuer des recherches sur les chants traditionnels aborigènes et leurs liens avec la vie nomade. Bruce Chatwin interroge des aborigènes d'Australie au sujet des lieux qu'ils  considèrent comme sacrés. Il tente de reconstituer à partir de leurs témoignages les « chants des pistes » aborigènes, des sortes  d'« itinéraires chantés » qui aident les marcheurs à s'orienter sur un chemin, et qui déroulent en même temps un mythe de la création des espaces naturels (des fleuves, des montagnes etc.).

## Résumé

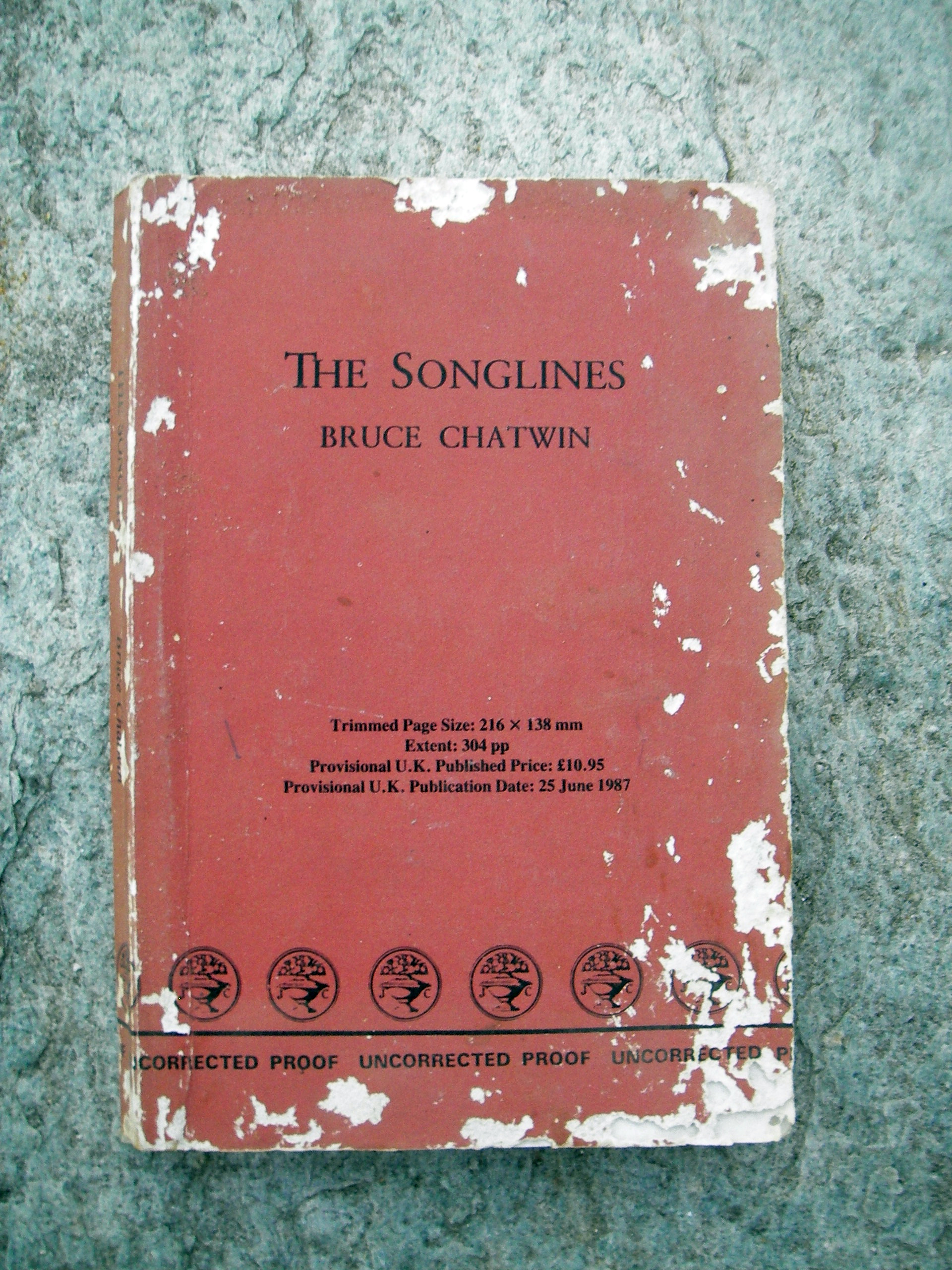
Un exemplaire endommagé

La première moitié du livre relate les voyages de l'auteur et de son compagnon nommé Arkady à travers l'Outback australien, leurs rencontres avec des aborigènes et des Blancs. La seconde moitié développe les réflexions de l'auteur sur la nature de l'homme en tant que nomade ou colon.
L'ouvrage aborde les conditions de vie difficiles des Australiens autochtones d'aujourd'hui, le mouvement des droits fonciers aborigènes, tout en évoquant des aspects de leur art et de leur culture.
Selon Jean-François Gaudreau, Le Chant des pistes relève à la fois de l'autobiographie, de l'essai et du roman. Il est composé d'extraits du journal de voyage de l'auteur. Chatwin avait l'ambition de composer un essai anthropologique sur un «âge d'or nomade de l'humanité». Dans la mesure où les sources sont rarement indiquées, toutefois, le texte se rapproche de la fiction.

## Thèse
Chatwin tente de restituer la conception aborigène du langage, du chant, des lieux. Le langage a commencé pour les aborigènes comme un chant. Dans le Temps du rêve aborigène, temps mythique qui explique les origines du monde des aborigènes, de l’Australie et de ses habitants, le langage chantait la terre.
Quand on chante la terre, l'arbre, le rocher, le chemin, ils viennent à être, et les chanteurs ne font qu'un avec eux. Selon les récits aborigènes des origines du monde, les ancêtres, nés de la terre, «se sont mis à marcher et à chanter», faisant advenir les choses au fur et à mesure qu'ils les chantaient. 
Chacun de ces ancêtres a légué à ses descendants une partie d'un chant et la partie de chemin correspondante, chemin dont la longueur peut atteindre plusieurs milliers de kilomètres. Un aborigène qui marche sur un itinéraire chanté rencontre des descendants du même ancêtre, qui ont hérité du même chant et de la même route ; c'est-à-dire qu'ils partagent le même rêve. Toutefois, si un aborigène quitte son chemin, alors il s'aventure dans un espace dangereux, où il peut subir des agressions.
« La totalité de l’Australie pouvait être lue comme une partition musicale », écrit Bruce Chatwin. Selon J.-F. Gaudreau, «un chant aborigène est à la fois une carte géographique, géomorphologique, un itinéraire, un motif artistique pluridisciplinaire, un ensemble d'obligations politiques, économiques, matrimoniales, commerciales.»
Chatwin associe des éléments de la culture aborigène avec des idées modernes sur l'évolution humaine. Il fait l'hypothèse selon laquelle dans la savane africaine, l'être humain était une espèce migratrice chassée par des prédateurs. Les errances des êtres humains ont diffusé des "chants des pistes" à travers le monde (du sud-ouest au nord-est), chants qui sont parvenus en Australie, où ils sont maintenant préservés dans la plus ancienne culture vivante du monde.

## Accueil critique
Le New York Times a fait l'éloge du livre comme « le livre le plus courageux de Chatwin à ce jour », observant que « chacun de ses livres a été un délice différent et un festin de style et forme », mais a noté que Chatwin n'a pas réussi à combler la «distance inévitable» entre sa sensibilité moderne et celle des aborigènes dans la représentation de la relation aborigène à la terre, et n'a pas clairement établi la nature des «chants des pistes» eux-mêmes. La « vision » de Chatwin, bien que « exaltante », pouvait aussi parfois sembler « naïve » et « non historique » ; le compte rendu a conclu que, néanmoins, Chatwin "reste l'un de nos écrivains les plus clairs et les plus dynamiques".
John Bayley, dans une critique pour la London Review of Books, qualifie le livre de « mémorable », mais observe la difficulté rencontrée par l'anthropologue dans sa représentation de la culture aborigène : « décrire leur vie et leurs croyances les falsifie et crée une image d'irréalité séduisante et compréhensible pour les autres » ; Chatwin "ne fait aucune comparaison ni commentaire, et ne tire aucune conclusion, mais son lecteur a l'impression que les anthropologues ne peuvent que tromper". John Bayley a cependant loué «la poésie» des «pages remarquables» de Chatwin, et a considéré que "le livre est un chef-d'œuvre".
Dans The Irish Times, Julie Parsons, après examen des difficultés rencontrées par Chatwin - "né, élevé et éduqué dans la tradition européenne" - pour appréhender la nature de la relation entre les Aborigènes et la terre sur laquelle ils vivent, note qu'à mesure que le lecteur suit le récit, il "se rend compte de l'impossibilité du projet de Chatwin. L'écrit ne peut exprimer ce monde", mais le livre se lit néanmoins "avec plaisir et fascination. Nous le lisons pour comprendre à quel point nous savons peu".
Rory Stewart, dans The New York Review of Books, a observé que le livre "a transformé le genre du récit de voyage en anglais", louant sa "concision" et son "érudition", et reconnaissant le caractère inspirant de Chatwin. Malgré la conclusion de R. Stewart selon laquelle "aujourd'hui ... les fictions de Chatwin semblent plus transparentes" et  "la personnalité ... l'apprentissage ... les mythes de Chatwin, même sa prose, sont moins hypnotisants", il considère qu'"il reste un grand écrivain, d'une importance profonde et durable". Il convient de noter en particulier la représentation par Chatwin des peuples autochtones qu'il a rencontrés;  malgré les épreuves de leur existence quotidienne - maladie, addiction, chômage - "ils ne sont pas des victimes... ils émergent comme des figures d'envergure".

## Influences
- Le Chant des pistes partage une inspiration commune avec Le Pays où rêvent les fourmis vertes (1984), film de Werner Herzog ; l'auteur du livre et le cinéaste allemand s'étaient rencontrés en Australie[7].
- Chatwin entreprend son voyage en Australie en compagnie d' un homme, appelé Arkady, que le gouvernement a chargé d'identifier les sites considérés comme sacrés par les Aborigènes pour éviter d'y installer des infrastructures modernes.

Le personnage Arkady fait référence à l'Australie comme au « pays des enfants perdus. » L'expression est reprise dans le titre d'un livre de Peter Pierce en 1999, The Country of Lost Children: An Australian Anxiety.